# USS Glennon (DD-620)
«Гленнон» (англ. USS Glennon (DD-620) — військовий корабель, ескадрений міноносець типу «Глівз» військово-морських сил США за часів Другої світової війни.
«Гленнон» був закладений 25 березня 1942 року на верфі Federal Shipbuilding and Drydock Company у Карні, де 26 серпня 1942 року корабель був спущений на воду. 8 жовтня 1942 року він увійшов до складу ВМС США.
За проявлену мужність та стійкість у боях бойовий корабель нагороджений двома бойовими зірками.

## Історія служби
Після уведення до строю «Гленнон» охороняв війська та конвої з постачанням для вторгнення союзників на Сицилію. Брав активну участь у битві за Джелу, яка проходила з 9 по 15 липня 1943 року. Десантні кораблі встали на якір приблизно в 6 морських милях (11 км) від гирла річки Джела з LCI, LST та рятувальними суднами трохи далі від моря; і есмінці «Мерфі», «Гленнон», «Меддокс», «Бернаду» та «Даллас» здійснювали прикриття якірної стоянки з моря. Легкий крейсер «Саванна» і есмінець «Шубрік» забезпечували вогневе прикриття на західному фланзі зосередженого угруповання кораблів, тоді як «Бойс» і «Джефферс» патрулювали аналогічну східну зону від якірної стоянки. Сподіваючись на елемент несподіванки, армійське командування відмовилося від артилерійської підготовки до висадки десанту кораблями флоту. 11 липня о 02:00 перші американські танки були доставлені на плацдарм. Проте, танки 67-го танкового полку відразу застрягнув на м'якому пляжному піску в зоні висадки. Рано-вранці кораблі артилерійської підтримки десанту замінили: на західному фланзі замість «Шубрік» прибув «Батлер», а на східному — «Гленнон» поміняв «Джефферс». Завдяки артилерійському вогню кораблів підтримки було завдано великих втрат німецькій та італійській техніці. Зазнавши великих втрат італійські та німецькі підрозділи відступили.
«Гленнон» продовжував діяти в Середземному морі і повернувся до Нью-Йорка 3 грудня 1943 року. Потім есмінець здійснив два рейси супроводу конвою в обидві сторони до Британських островів і один до Гібралтару.
7 червня під час вторгнення до Нормандії, есмінець вів артилерійський вогонь зі своїх 127-мм гармат головного калібру. Американці випустили 430 127-мм снарядів по позиціях німців, підтримуючи війська, що просувалися на північ до Кіневіля. О 08:30 8 червня «Гленнон» кормою наразився на міну. Американські тральщики «Стафф» і «Трет» та інші кораблі здійснили спробу врятувати екіпаж та відтягнути постраждалий есмінець подалі із зони ураження вогнем берегових батарей німців. Ескортний міноносець «Річ» наблизився вслід за тральщиками, щоб допомогти, і також підірвався на кількох мінах. Унаслідок цього «Річ» затонув протягом 15 хвилин після першого вибуху.
Наступного ранку, командир есмінця готувався відновити зусилля, щоб врятувати свій корабель, але німецька берегова батарея поблизу Кіневіля виявила його в радіус дії своїх гармат. Другий залп влучив у середину «Гленнона». Після третього влучення командир Джонсон наказав своїй команді покинути корабель, і людей висадили на десантному катері. «Гленнон» перебував на воді ще до 21:45 10 червня 1944 року, потім перекинувся і затонув. Загинуло 25 членів екіпажу і 38 дістали поранень.